# Маушбах
Маушбах (њем. Mauschbach) општина је у њемачкој савезној држави Рајна-Палатинат. Једно је од 84 општинска средишта округа Југозападни Палатинат. Према процјени из 2010. у општини је живјело 282 становника. Посједује регионалну шифру (AGS) 7340218.

## Географски и демографски подаци
Маушбах се налази у савезној држави Рајна-Палатинат у округу Југозападни Палатинат. Општина се налази на надморској висини од 238 метара. Површина општине износи 4,4 km². У самом мјесту је, према процјени из 2010. године, живјело 282 становника. Просјечна густина становништва износи 63 становника/km².